# 科西阿斯科島
科西阿斯科島是美國阿拉斯加州的島嶼，位於太平洋海域，屬於亞歷山大群島的一部分，長40公里、寬19公里，面積444平方公里，是美國第38大島嶼，2000年人口52。
56°02′31″N 133°32′19″W / 56.04194°N 133.53861°W